# Schwarzen
Schwarzen est une municipalité du Verbandsgemeinde Kirchberg, dans l'arrondissement de Rhin-Hunsrück, en Rhénanie-Palatinat, dans l'ouest de l'Allemagne.

## Liens externes

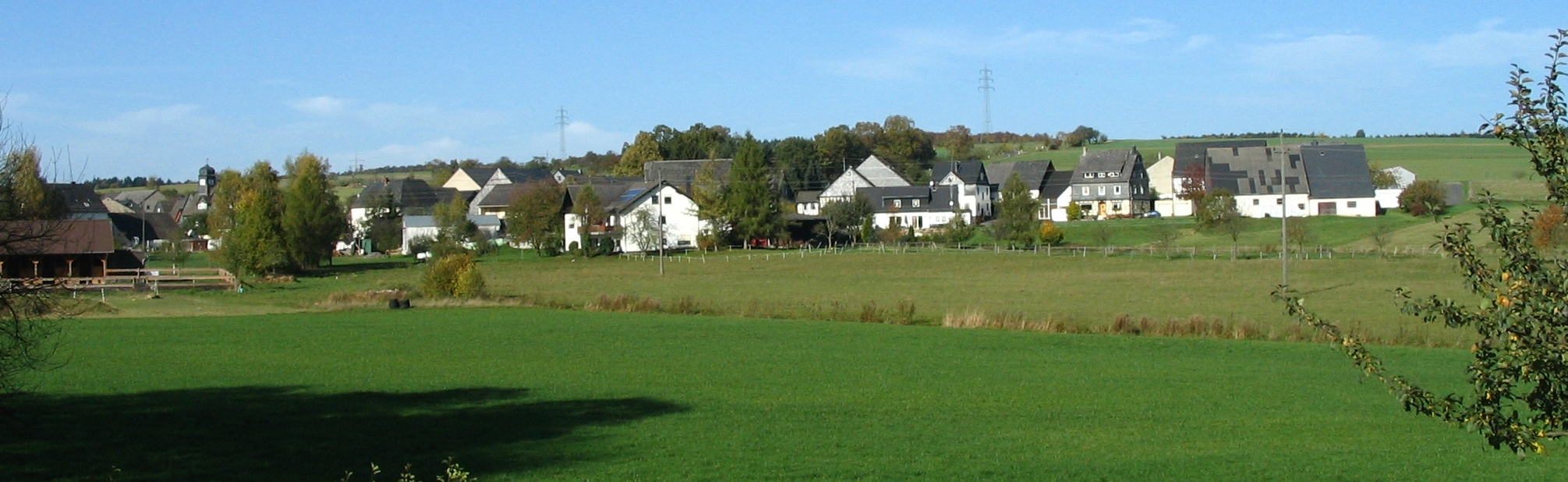
Village de Schwarzen